# David A. Kolb

David A. Kolb es un teórico de la educación estadounidense cuyos intereses y publicaciones se centran en el aprendizaje experiencial, el cambio individual y social, el desarrollo profesional y la educación ejecutiva y profesional. Es el fundador y el presidente de la Experience Based Learning Systems, Inc. (EBLS); y Profesor Emérito del Comportamiento Organizativo en la Weatherhead School of Management, Case Western Reserve University, Cleveland, Ohio.
Kolb obtuvo su licenciatura en el Knox College (Illinois) en 1961 y el Máster y el Doctorado en Psicología Social en la Universidad de Harvard en 1964 y 1967 respectivamente.

## Aprendizaje Experiencial
A principio de la década de 1970, Kolb y Ron Fry (ahora ambos en el Weatherhead Escuela de Administración) desarrollaron el Modelo de Aprendizaje Experiencial (Experiential Learning Method o ELM), compuesto de cuatro elementos:
- Experiencia concreta (CE). Este estadio del ciclo del aprendizaje representa la inmersión de las personas en las actividades y tareas que están realizando. Gracias a ello, se potencian las aproximaciones más intuitivas a los problemas frente a los abordajes más sistemáticos, ordenados y científicos; es la base para el aprendizaje concreto. Se trata de aprender a través de las experiencias. Es el aprender sintiendo.[2]
- Observación y reflexión de la experiencia (RO). En este estadio del ciclo de aprendizaje, el aprendiz dedica un cierto tiempo a revisar aquello que hace o experimenta. Este estadio del ciclo es la base del aprendizaje reflexivo. Se aprende mediante la reflexión y el razonamiento. Se aprende viendo y reflexionando sobre ello.[2]
- La formación de conceptos abstractos basados en la reflexión (AC). En este estadio se interpretan los acontecimientos percibidos y se comprenden las relaciones entre ellos. Dentro del ciclo, este es el momento de las ideas, de los conceptos y de la lógica. En este estadio es más importante el pensamiento que el sentimiento. Es el aprendizaje abstracto. Se aprende mediante la conceptualización y las generalizaciones. Es el aprender pensando.[3]
- Experimentación activa de los conceptos nuevos (AE). En este estadio del aprendizaje el aprendiz transforma la comprensión en una propuesta o pronóstico sobre de lo que puede suceder en el futuro o qué actuaciones deben emprenderse para mejorar lo que se está haciendo. Se trata de experimentar activamente lo aprendido en una nueva situación.[3]
- (Repetición).

Estos cuatro elementos son la esencia de una espiral de aprendizaje que puede empezar con cualquiera de los cuatro elementos, pero que típicamente empieza con una experiencia concreta.

## Inventario de Estilos de Aprendizaje
Kolb es famoso en los círculos educativos por su Inventario de Estilos de Aprendizaje (Learning Style Inventory o LSI). Su modelo está construido sobre la idea de que las preferencias de aprendizaje pueden ser descritas utilizando dos ejes: por un lado, el de experimentación activa-observación reflexiva y, por el otro, el de conceptualización abstracta-experiencia concreta. Del cruce de ambos ejes, surgen cuatro tipos de estudiantes: focalizador ( que se sitúa en el espacio entre la experimentación activa y la conceptualización abstracta), acomodador (experimentación activa-experiencia concreta), asimilador (observación reflexiva- conceptualización abstracta), y ramificador (observación reflexiva-experiencia concreta). Así pues, el LSI está diseñado para determinar la preferencia de aprendizaje de cada individuo.